# Verónika Mendoza
Verónika Fanny Mendoza Frisch   (Cuzco, 9 de dezembro de 1980) é uma psicóloga, antropóloga, professora e política peruana. É congressista da República do Peru para o período de 2011 a 2016, representando a região de Cuzco. Verónika foi candidata à presidência do Peru pela coalizão Frente Ampla nas eleições gerais no Peru, em 2016, onde obteve a terceira colocação.

## Biografia
Verónila nasceu no distrito de San Sebastián, na província de Cusco. Filha do também peruano Marcelino Mendoza Sanchez e da francesa Marie Frisch Gabrielle D'Adhemar. Verónika tem duas nacionalidades, peruana e francesa.
Ela estudou no Colegio Virgen del Carmen, em Cusco, e completou seus estudos universitários em Psicologia na Faculdade de Ciências Humanas Clínicas da Universidade de Paris Diderot, em Paris, na França, onde obteve o grau de bacharel em psicologia em 2003. Estudou um mestrado em Ciências Sociais na Universidade Sorbonne Nouvelle-Paris 3, finalizado em 2006, e outro mestrado no ensino do espanhol como uma segunda língua na Universidade Nacional de Educação a Distância, em Madrid, na Espanha. Mais tarde, trabalhou como professora de espanhol na Academia do Instituto Paris na Associação Pukllasunchis de Cusco e como professora na Universidade Nacional do Altiplano-Puno, no Peru.
Politicamente, Verónika se tornou uma militante do Partido Nacionalista Peruano, onde atuou como coordenadora de comitês de apoio internacional (2007) e porta-voz da comissão de mulheres (desde 2010).
Nas eleições parlamentares realizadas no Peru, em 10 de abril de 2011, ele concorreu como uma candidata a deputada pelo círculo eleitoral de Cusco, onde obteve 47.088 votos, sendo eleita deputada para o período 2011-2016. Em 2011, ela se tornou vice-presidente da Comissão do Património Cultural, membro da comissão dos povos andino, amazônico e afro-peruanos, Meio Ambiente e Ecologia e também foi coordenadora de turno na representação parlamentar de Cusco.
Depois de vencer as primárias (eleições cívicas) de seu partido, Frente Ampla, em outubro de 2015, foi candidata à Presidência da República pela coligação nas eleições gerais realizadas em 10 de abril de 2016. Mendoza ficou em terceiro lugar, com 18,8 % dos votos válidos.